# باشگاه فوتبال بارنزلی

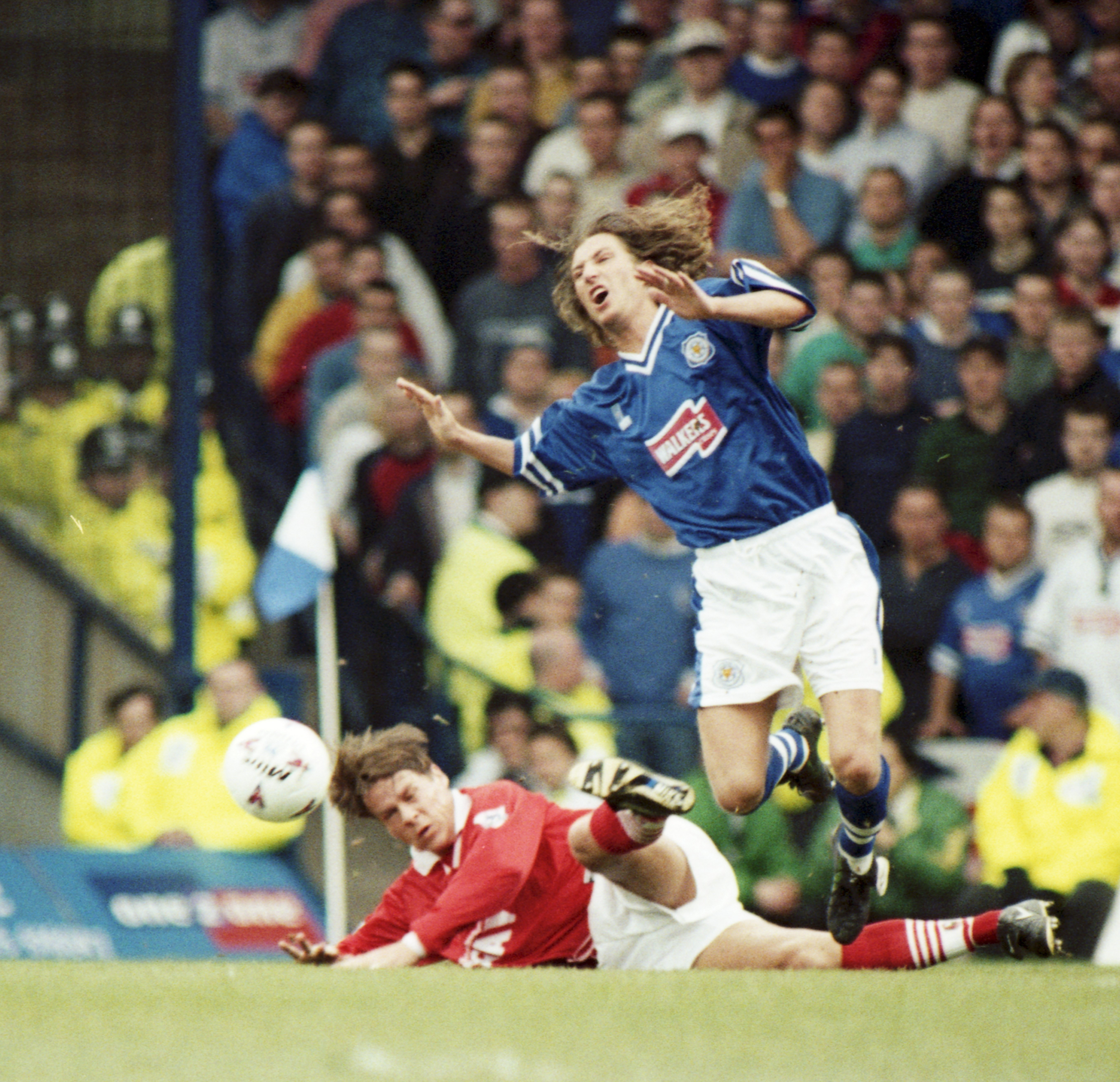
دیدار بارنزلی - لستر سیتی در لیگ برتر انگلستان (فصل ۹۸–۱۹۹۷) با شکست یک بر صفر بارنزلی که سقوط بارنزلی را به دستهٔ پایین‌تر قطعی کرد.

باشگاه فوتبال بارنزلی (به انگلیسی: Barnsley Football Club) یک باشگاه فوتبال انگلیسی در شهر بارنزلی می‌باشد که در لیگ یک فوتبال انگلستان بازی می‌کند.
این باشگاه در سال ۱۸۸۷ میلادی تأسیس شده‌است.
بارنزلی در سال ۱۹۱۲ به مقام قهرمانی در جام حذفی فوتبال انگلستان نیز دست یافت. این تیم در سال ۱۹۱۰ به مقام نایب قهرمانی جام حذفی رسیده بود.
این باشگاه همچنین سابقهٔ حضور در لیگ برتر فوتبال انگلستان را نیز دارد. بارنزلی با نایب قهرمانی در لیگ دسته اول فوتبال انگلستان در فصل ۹۷–۱۹۹۶ به لیگ برتر انگلستان صعود کرد و در فصل ۹۸–۱۹۹۷ در این لیگ حضور پیدا کرد، اما با کسب رتبهٔ نوزدهم به لیگ دسته اول سقوط کرد.بارنزلی بیش از هر تیم دیگری در سطح دوم فوتبال انگلیس بازی کرده است. 

## هماوردان
دربی شهر بارنزلی که معمولا هر سال بین دو تیم بارنزلی و شفیلد ونزدی (به شرط حضور هر دو در لیگ دسته اول انگلیس) برگزار می‌شود، پرتماشاگرترین بازی در بین فوتبال دوستان این شهر است. با این حال و در یکی از بازی‌های این دو رقیب سنتی، نتیجه‌ای رقم خورد که نه تنها هیچ‌گاه در بازی‌های این دو تیم تکرار نشد که بعد از این پیروزی ، تیم برنده طلسم شد و تا ۳۰ سال بعد حتی یک برد یک بر صفر هم نتوانست مقابل تیم همشهری‌اش به دست آورد! طبق اسناد تاریخی، این دو تیم در سوم نوامبر سال ۱۹۷۹ در انگلیس برابر هم قرار گرفتند و بارنزلی توانست  شکست سنگینی برای شفیلد را رقم بزند و این تیم را با نتیجه دو بر صفر شکست دهد. سپس تا سال ۲۰۰۹ و در بازی که آندرانیک تیموریان نخستین بازی خود را با پیراهن بارنزلی برای این تیم انجام داد، این تیم هیچ‌گاه نتوانست در دربی بارنزلی پیروز شود. بارنزلی در این سال و با نتیجه یک بر صفر پیروز شد. همچین این باشگاه با شفیلد یونایتد و لیدز یونایتد رقابتی دیرینه دارد.

## بازیکنان برجسته
- جان استونز
- تامی تیلور
- دیکی داونز
- ارنی هین
- دنی بلنچ‌فلوور
- پال مک‌شین
- آندرانیک تیموریان

## مربیان سابق
- تیم وارد
- آلن کلارک
- نورمن هانتر
- ویو اندرسون
- نایجل اسپکمن
- ژوزه مورایس